# Micael Borges
Micael Borges   (Rio de Janeiro, 12 de desembre de 1988) és un actor de cinema brasiler.
Va començar la seva carrera el 1993 en una obra de teatre, als cinemes, va començar el 2001 fent una petita aparició a la pel·lícula Copacabana. Va guanyar prominència mentre actuava a la pel·lícula City of God el 2002, Va actuar en algunes telenovel·les de Globo com Malhação el 2009, en les quals va ser el protagonista I en O Tempo Não Para el 2018. El 2011 va guanyar fama en ser un dels protagonistes de la telenovel·la Rebelde Brasil. forma part del grup fictici de la novel·la i va fer espectacles arreu del país.

## Filmografia
- Copacabana (2001)
- Cidade de Deus (2002)
- As Alegres Comadres (2003)
- Irmãos de Fé (2004)
- Alemão (2014)